# Wahlbezirk Steiermark 19
Der Wahlbezirk Steiermark 19 war ein Wahlkreis für die Wahlen zum Abgeordnetenhaus im österreichischen Kronland Steiermark. Der Wahlbezirk wurde 1907 mit der Einführung der Reichsratswahlordnung geschaffen und bestand bis zum Zusammenbruch der Habsburgermonarchie.

## Geschichte
Nachdem der Reichsrat im Herbst 1906 das allgemeine, gleiche, geheime und direkte Männerwahlrecht beschlossen hatte, wurde mit 26. Jänner 1907 die große Wahlrechtsreform durch Sanktionierung von Kaiser Franz Joseph I. gültig. Mit der neuen Reichsratswahlordnung schuf man insgesamt 416 Wahlbezirke, wobei mit Ausnahme Galiziens in jedem Wahlbezirk ein Abgeordneter im Zuge der Reichsratswahl gewählt wurde. Der Abgeordnete musste sich dabei im ersten Wahlgang oder in einer Stichwahl mit absoluter Mehrheit durchsetzen. Der Wahlkreis Steiermark 19 umfasste folgende Gerichtsbezirke:
- Leibnitz (ohne die Gemeinden  Leibnitz, Straß und Ehrenhausen, siehe Wahlbezirk Steiermark 10)
- Wildon (ohne die Gemeinden Wildon und Sankt Georgen an der Stiefing, siehe Wahlbezirk Steiermark 10)
- Kirchbach

Bei der Reichsratswahl 1907 setzte sich der christlichsoziale Politiker Franz Morsey im ersten Wahlgang durch. Bei der Reichsratswahl 1911 setzte sich sein Parteikollege Georg Mayer durch.

## Wahlergebnisse

### Reichsratswahl 1907
Die Reichsratswahl 1907 wurde am 14. Mai 1907 (erster Wahlgang) durchgeführt. Die Stichwahl entfiel auf Grund der absoluten Mehrheit für Franz Morsey im ersten Wahlgang.
| Kandidat                                                                      | Partei                                     | Wahlkreisstimmen | Prozent |
| ----------------------------------------------------------------------------- | ------------------------------------------ | ---------------- | ------- |
| Franz Morsey                                                                  | deutsch-konservativer Kandidat             | 5928             | 59,1 %  |
| Mayer                                                                         | deutsch-konservativer Kandidat             | 1920             | 19,1 %  |
| Kaspar von Kellersperg                                                        | Deutscher Agrarier/Christlicher Bauernbund | 1900             | 18,9 %  |
| Anton Afritsch                                                                | Sozialdemokratische Arbeiterpartei         | 231              | 2,3 %   |
|                                                                               | Sonstige Parteien                          | 50               | 0,5 %   |
| Wahlberechtigte: 12.462, Ungültige/Leere Stimmen: 40, Wahlbeteiligung: 80,8 % |                                            |                  |         |

### Reichsratswahl 1911
Die Reichsratswahl 1911 wurde am 13. Juni 1911 (erster Wahlgang) durchgeführt. Die Stichwahl entfiel auf Grund der absoluten Mehrheit für Georg Mayer im ersten Wahlgang.
| Kandidat                                                                      | Partei                             | Wahlkreisstimmen | Prozent |
| ----------------------------------------------------------------------------- | ---------------------------------- | ---------------- | ------- |
| Georg Mayer                                                                   | Christlichsoziale Partei           | 4878             | 60,6 %  |
| von Seckendorff                                                               | Christlichsoziale Partei           | 2555             | 31,8 %  |
| Josef Leitner                                                                 | Christlichsoziale Partei           | 419              | 5,2 %   |
| Franz Lesiak                                                                  | Sozialdemokratische Arbeiterpartei | 145              | 1,8 %   |
|                                                                               | Sonstige Parteien                  | 48               | 0,6 %   |
| Wahlberechtigte: 12.344, Ungültige/Leere Stimmen: 41, Wahlbeteiligung: 65,5 % |                                    |                  |         |